# Acton Vale
Acton Vale es una ciudad de Quebec (Canadá) ubicada en el municipio regional de condado de Acton en la región de Montérégie-Est en Montérégie. Se fundó en 1862 y se constituyó como ciudad el 26 de enero de 2000. La ciudad cuenta con 7 664 habitantes. 
"La Pensée de Bagot" es el periódico municipal.

## Comisión de gobierno actual
- Juliette Dupuis - Alcalde
- Yves Arcouette - distrito 1
- Suzanne Ledoux - distrito 2
- Jean-Yves Chagnon - distrito 3
- Mario Daudelin - distrito 4
- Bruno Lavallée - distrito 5
- Patrice Dumont - distrito 6

## lista de los alcaldes
- Éric Charbonneau (2009 - Actual )
- Juliette Dupuis (2005 - 2009)
- Maurice Coutu (2001 - 2005)
- Anatole Bergeron (1993 - 2001)
- Gaston Gigère (1986 - 1993)
- Roger Labrèque (1948 - 1962)-(1974 - 1986)

## Historia
Acton Vale debe su origen al establecimiento de la primera línea de ferrocarril internacional del mundo que cruzaba el cantón de Acton desde 1850 y que conectaba Montreal a Cemento Portland, Maine. Este nombre que él se conoce desde 1852, revela su pertenencia a los Cantones del Este históricos y más concretamente al cantón de Acton, situado en los primeros contrafuertes de los Apalaches derramados de valles. Su desarrollo se basó en los recursos naturales de la región, la agricultura y el bosque. Hacia 1855, el descubrimiento de una mina de cobre de un contenido excepcional aportó a la ciudad un renombre considerable pero de corta duración debido al agotamiento rápido del filón. La abundancia del pr, que proporciona el tanino, favoreció la industria del cuero y el calzado, una tradición que dura. En consecuencia, se abrieron varias fábricas donde el caucho y sobre todo la industria textil dominan aún.

## Economía
Son la industria, los comercios y servicios y la agricultura que proporciona la mayoría de los empleos disponibles a Acton Vale. Se encuentran en el territorio rural, en gran parte consagrado a la agricultura, granjas lechero, vacunos y porcinos y de las empresas especializadas en las grandes culturas. La cultura aprieta, la agricultura biológica y el turismo rural son sectores en desarrollo. Acton Vale reconcilia el desarrollo agrícola con el deseo cada vez más expresado de las poblaciones urbanas de vivir a la campaña. Diversificada la actividad comercial, animada y, se concentra principalmente en las tiendas y almacenes del centro ciudad y del centro comercial las Galerías Acton. Oficinas de médicos, dentistas, optometristas, contables, abogados y notarios, dos farmacias y dos instituciones financieras así como una revista, son conocido Acton Vale. Los recientes años han visto florecer cafés, "edredones y café" así como varias residencias para ancianos.

## Localidades vecinas
|             | North: Saint-Théodore-d'Acton           |                        |
| West: Upton | Acton Vale                              | East: Sainte-Christine |
|             | South: Saint-Valérien-de-Milton, Roxton |                        |